# Józef Hoffman (major)
Józef Hoffman (ur. 15 marca 1906 w Brzeżanach, zm. 18 lutego 1949 w Hamm) – major piechoty Wojska Polskiego, działacz Związku Czynu Zbrojnego, Polskiej Organizacji Zbrojnej oraz Armii Krajowej.

## Życiorys
W 1925 zdał egzamin dojrzałości w Państwowym Gimnazjum w Brzeżanach. Następnie był studentem Wydziału Humanistycznego Uniwersytetu Jana Kazimierza we Lwowie. Po przerwaniu studiów w 1927 roku wstąpił do Szkoły Podchorążych Piechoty. 15 sierpnia 1930 roku promowany do stopnia podporucznika piechoty i 236. lokatą w korpusie oficerów piechoty oraz przydziałem do 51 pułku piechoty. W pułku był na stanowisku dowódcy plutonu ckm. 1 stycznia 1933 roku otrzymał awans do stopnia porucznika i objął dowództwo kompanii ckm. Później pełnił służbę w latach 1935–1937 w 3 baonie strzelców i od 1937 do 1939 roku w 84 pułku piechoty w których dowodził kompanią ckm. 19 marca 1939 roku otrzymał awans na stopień kapitana piechoty.
Po mobilizacji marcowej 1939 roku dowodził w pułku 2 kompanią ckm uczestnicząc na tym stanowisku w kampanii wrześniowej. 16 września 1939 roku po reorganizacji w Kazuniu został dowódcą odtworzonej 3 kompanii ckm 84 pp. Dostał się do niewoli niemieckiej po kapitulacji Modlina, a był przetrzymywany w obozie w Działdowie, z którego został zwolniony 25 października 1939 roku. Dotarł do Warszawy, gdzie go uwięziono, ale udało mu się zbiec po kilku dniach i w której przebywał podczas okupacji.
Był w konspiracji, w której w początkowym okresie działał w Związku Czynu Zbrojnego będąc w nim od maja do grudnia 1940 roku komendantem Obwodu Warszawa–Północ. W latach 1940–1942 był w Polskiej Organizacji Zbrojnej, a od sierpnia 1942 roku w Armii Krajowej w której od sierpnia 1942 do stycznia 1943 roku dowodził baonem „Vistula”, który wywodził się z POZ. Styczeń–kwiecień 1943 oficer wyszkoleniowy w sztabie 4 Rejonu Obwodu Śródmieście. Następnie pełnił obowiązki pomocnika komendanta Kwatery Głównej Oddziału V Komendy Głównej AK i jednocześnie był oficerem wyszkoleniowym oraz dyspozycyjnym pułku „Baszta”.
Wiosną 1944 został dowódcą baonu „Karpaty” pułku „Baszta”. Awansowany 25 lipca 1944 roku do stopnia majora piechoty ze starszeństwem z dniem 3 maja 1944 roku. W czasie walk w powstaniu warszawskim nadal był dowódcą baonu „Karpaty” walcząc na Mokotowie. Dowódcą całego południowego odcinka obrony Mokotowa został 18 sierpnia 1944 roku, a 27 września 1944 roku Mokotów skapitulował.
Hoffman znalazł się w niewoli niemieckiej podczas której przebywał w obozach: Stalag IV B Mühlberg, Stalag XI C Bergen-Belsen, Stalag XI B Fallingbostel, Stalag 323 Gross Born i Stalag X B Sandbostel. Kiedy został uwolniony został w Polskim Obozie Wojskowym w Wentorf, w którym był dowódcą IV baonu oficerskiego. Zmarł 18 lutego 1949 w Hamm.

## Ordery i odznaczenia
- Krzyż Walecznych – trzykrotnie
- Srebrny Krzyż Zasługi z Mieczami